# Seznam kazahstanskih biatloncev
Seznam kazahstanskih biatloncev.

## A
- Ljudmila Ahatova

## B
- Jelizaveta Belčenko
- Danil Beleckij
- Maksim Braun

## D
- Aset Djusenov

## H
- Timur Hamitgatin
- Jelena Hrustaleva

## J
- Roman Jeremin
- Peter Jermolenko

## K
- Vladislav Kirejev
- Ana Kistanova
- Darja Klimina
- Alina Kolomijec
- Anastazija Kondratjeva
- Timur Kuc

## M
- Aleksander Muhin

## P
- Anton Pantov
- Vasilij Podkoritov
- Olga Poltoranina

## R
- Alina Raikova

## S
- Jan Savitskij
- Sergej Sirik

## Š
- Inna Šeškil

## V
- Galina Višnevskaja-Šeporenko
- Vladislav Vitenko